# ميناء الحسيمة
يقع ميناء الحسيمة على ساحل البحر الأبيض المتوسط على بعد حوالي 150 كم غرب الناظور بالمغرب. تقع في الطرف الغربي لخليج الحسيمة وهي الفتحة الوحيدة على البحر الأبيض المتوسط في منطقة الوسط الشمالي. وهي تقع في منطقة غير ساحلية خلف سلسلة جبال الريف ذات النقوش الوعرة للغاية. قبل عام 2003، كانت الأنشطة الرئيسية هي صيد الأسماك وركوب القوارب. مع بدء تشغيل محطة العبارات في يوليو 2003، أصبحت حركة الركاب الرافعة الرئيسية لتنمية الحركة التجارية.
تقرر إنشاء الميناء في عام 1928. وبني رصيف يبدأ من الساحل الشمالي للخليج ويتجه إلى الجنوب الشرقي منذ عام 1929 لإيواء المرسى. تم الانتهاء من الوسطاء على طول منحدرات الجزء الشمالي من الخليج في عام 1930.
افتتح الميناء رسميًا للتجارة في عام 1931. وكان الناقل الأسبوعي من سبتة إلى مليلية يُدعى في الحسيمة (فيلا سانجورجو)، بالإضافة إلى البواخر التابعة لشركة باكيت، وخط بلاند (إنجليزي) وأولدنبورغ ليني (بالألمانية). اكتمل بناء الميناء في عام 1947. ومنذ عام 1956، أصبحت الملاحة الساحلية للوقود (8000 طن سنويًا) والأسمنت من تطوان (30 ألف طن سنويًا) نشاطها الرئيسي للمنتجات التي يتم تفريغها. تم بناء رصيف الصيد في عام 1968 وسوق السمك في العام التالي، اليوم الميناء مخصص بشكل رئيسي لصيد الأسماك.
مدد الرصيف الرئيسي بمقدار 550 مل بتكلفة تقديرية 50 مليون درهم.